# Jean Civiale
Jean Civiale (Thiézac, 5 luglio 1792 – Parigi, 13 giugno 1867) è stato un chirurgo urologo francese.
Considerato insieme a Jean Zuléma Amussat uno dei fondatori dell'urologia francese, Civiale ideò la litotrissia vescicale e mise a punto vari strumenti per le operazioni urologiche.

## Biografia

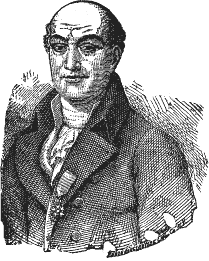
Jean Civiale

Jean Civiale nasce nel villaggio di Thiezac, sito nella regione della Francia centro-meridionale nota come Massiccio Centrale, il 5 luglio 1792. Il padre, Pierre Civiale, e la madre, Jean Usse, benché entrambi di umili condizioni permettono comunque al figlio di seguire gli studi universitari a Parigi dove Civiale si reca nel 1815. Lì studia al cospetto del Barone Guillaume Dupuytren, Professore della Facoltà di Medicina e Primario all'Hôtel-Dieu di Parigi. Nel 1817, al suo secondo anno d'università, dà inizio ad esperimenti e ricerche sull'estrazione di calcoli vescicali, avvalendosi dei risultati di un precedente lavoro del professore bavarese Franz von Gruithuisen, pubblicato nel 1813 senza però riscuotere alcun successo. Tre anni dopo, nel 1820, Civiale termina finalmente il dottorato e torna nella sua regione d'origine, dove lavora per alcuni anni presso l'Ospedale di Brioude finché uno sfortunato incidente in sala operatoria non lo costringe a lincenziarsi per tornare a Parigi. Intanto pubblica il trattato " Nouvelles Considerations Sur La Retention D'Urine " (1823) e conferma così il suo desiderio di specializzarsi nell'ambito urologico. Infine sempre in questo periodo lontano da Parigi sposa Marie-Dix-Aout Faugere.
Finalmente dopo anni di ricerche, tra il 13 gennaio e il 3 marzo 1824 realizza con successo il primo intervento di litotrissia vescicale presso la sua dimora in Rue de Godot de Mauroy al cospetto del Baron Peroy e del Cavalier Chaussier, entrambi in qualità di rappresentanti dell'Accademia Reale delle Scienze di Parigi. Ancora due anni dopo, nel 1826, pubblica " Sur La Lithotrite ". Al contempo l'enorme successo del suo metodo e la profonda esperienza maturata in ambito uro-vescicale ne favoriscono nel 1827 la nomina a Primario del reparto specializzato di Urologia, il primo nella storia della medicina moderna, all'Ospedale Necker e solo l'anno seguente l'abilità chirurgica di Civiale fa sì che gli vengano affidati addirittura due interi reparti.
A partire dal 1834 Civiale vede ufficialmente riconosciuti i propri successi vincendo il confronto con Amussat, Leroy D'Etiolles e Heurteloupe (quest'ultimo inventore del bilabe). Dapprima viene eletto membro dell'Accademia Francese di Medicina (1834); in seguito la sua ricerca, volta a dimostrare il minor tasso di mortalità legato alla litotrissia rispetto alla litotomia, viene sottoposto al vaglio dell'Accademia delle Scienze e definitivamente riconosciuta nel 1836 con l'assegnazione del Premio Montyon.
Il 14 gennaio 1835 divenne socio dell'Accademia delle scienze di Torino. Di nuovo nel 1837 una nuova pubblicazione " Sur Les Maladies Des Organes Genitourinaires ", accompagna la nomina a membro straniero della Accademia Reale Svedese delle Scienze. Nel 1847 diviene membro dell'Accademia delle Scienze di Parigi e il governo francese lo nomina Ufficiale della Legione d'Onore.
Infine, sempre nel 1847, la sua ultima pubblicazione, " Traité Pratique Et Historique De La Lithotrite ", riassume il lavoro di ricerca e sperimentazione di circa un trentennio.

## Padre di una medicina moderna

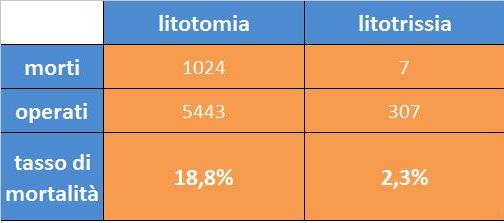
Tabella: "Tassi di mortalità"

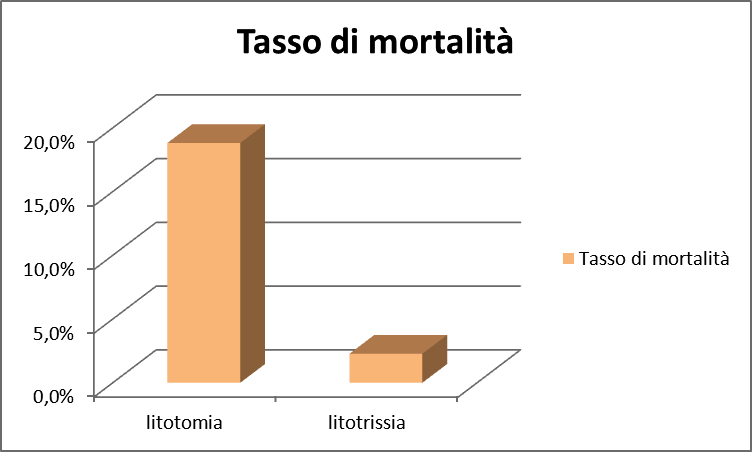
Grafico: "Tassi di mortalità"

Civiale passa alla storia come inventore della litotrissia, nell'effettuare questa straordinaria scoperta il medico francese schiaccia sul tempo i connazionali Amussat, Leroy D'Etiolles e Heurteloupe. Il primo e il secondo percorrono la stessa ricerca di Civiale giungendo in ritardo alle medesime conclusioni, l'ultimo invece sviluppa un forcipe a due brache (bilabe), meno efficace del trilabe di Civiale. Se quindi Civiale appare come una sorta di precursore della moderna chirurgia mini-invasiva, questo comunque non resta il suo unico merito. Altrettanto importante è la ricerca statistica redatta da Civiale e presentata all'Accademia delle Scienze di Parigi, in cui il chirurgo francese applica per la prima volta in maniera rigorosa il metodo statistico all'ambito medico.
Il lavoro, volto a dimostrare la maggiore efficacia della litotrissia rispetto alla litotomia vescicale, confronta per la prima volta i tassi di mortalità relativa tra distinti gruppi di pazienti sottoposti alle due differenti tipologie d'interventi. Scopre così che la litotrissia conta soli 7 morti su 307 operazioni mentre la litotomia ne enumera circa 1024 su un totale di 5443 interventi. Questi studi, confermati poi dall'Accademia (uno dei membri era niente meno che il famoso matematico Simeon Poisson) valsero a Civiale il Premio Montyon.

## Il trilabe

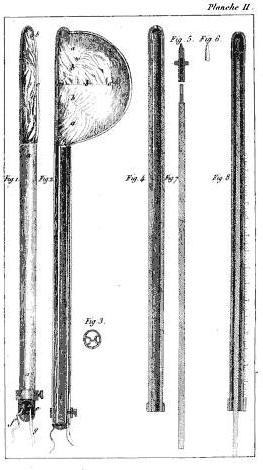
Strumenti chirurgici

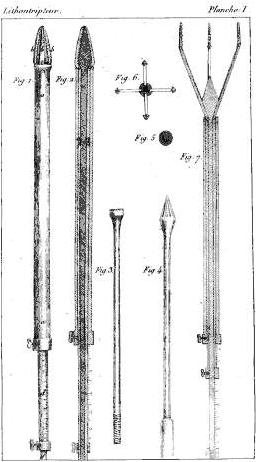
Trilabe di Civiale

Fu uno strumento del tutto nuovo, inventato da Civiale stesso e realizzato da Joseph Charriere (1803-76) consistente in un sottilissimo catetere tubolare, un alberino di trasmissione, una vite di registrazione e un forcipe a tre brache (trilabe). Il catetere veniva introdotto in vescica quindi, mediante l'alberino di trasmissione e la vite, il forcipe veniva allargato in modo da afferrare il calcolo e un trapano che scorreva all'interno premeva così da poterlo frantumare progressivamente.
Solitamente durante l'intervento la vescica veniva riempita d'acqua tiepida successivamente lasciata scorrere via attraverso il catetere contenente il forcipe, in maniera tale che il calcolo si venisse a posizionare con più facilità tra le tre brache, semplificando ulteriormente l'operazione. Nonostante ciò la rottura ed estrazione di un calcolo richiedeva comunque più sedute che si protraevano in un periodo più o meno lungo di alcuni mesi (il primo intervento durò da gennaio a marzo per un totale di tre sedute di cui la prima il 18 gennaio la seconda il 24 febbraio e l'ultima il 3 marzo).

## La storica sconfitta
Nell'ultima parte della sua vita la fama di Civiale varca i confini della Francia e la sua tecnica è finalmente riconosciuta. Inoltre la sua strabiliante attività chirurgica beneficia di enormi guadagni che riscattano al contempo la situazione sociale della sua famiglia. Dunque tutte straordinarie vittorie ad eccezione di una sconfitta riscossa nel 1863 a favore del suo allievo Henry Thompson, il quale riesce a liberare Leopoldo I del Belgio da un calcolo vescicale che l'ormai ultrasettantenne Civiale non aveva saputo frantumare.

## Alcune pubblicazioni

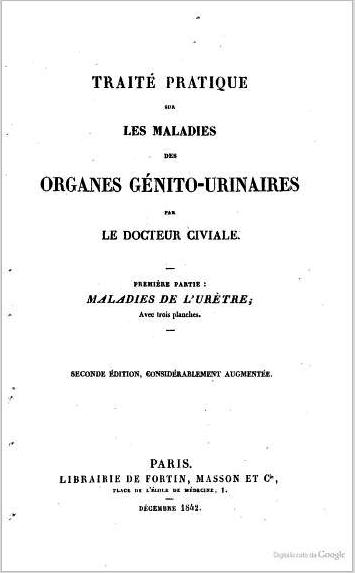
Frontespizio "Sur Les Maladies Des Organes Genitourinaires" (1837)

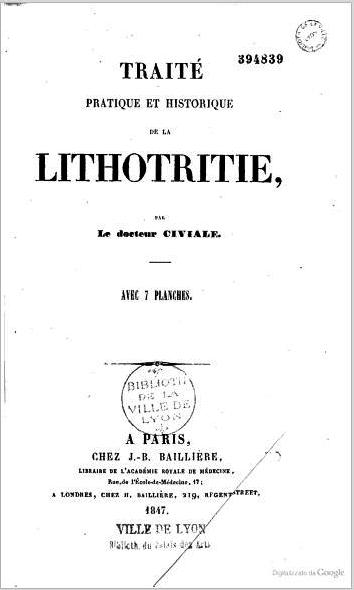
Frontespizio "Traité Pratique Et Historique De La Lithotrite"

- Jean Civiale, Nouvelles Considerations Sur La Retention D'Urine , Parigi, 1823.
- Jean Civiale, Sur La Lithotritie, Parigi, 1826.
- Jean Civiale, Traité Pratique Sur les Maladies Des Organes Genito-urinaires, Parigi, 1837.
- Jean Civiale, Traité Pratique Et Historique de La Lithotritie, Parigi, 1847.